# Karol Świnarski
Karol Świnarski herbu Poraj (ur. 11 stycznia 1890 w Poznaniu, zm. 17 listopada 1935 w Warszawie) – podpułkownik piechoty Wojska Polskiego, kawaler Orderu Virtuti Militari.

## Życiorys
Karol Świnarski urodził się 11 stycznia 1890 roku w Poznaniu. Rodzicami byli: urzędnik kolejowy Henryk Świnarski (ur. 1854 – zm. przed 1933r.) oraz Aniela z domu Cybińska (1859-1933). Powołany do armii niemieckiej. Służył w 1 kompanii 37 Pułku Fizylierów. Dwukrotnie ranny w 1914.
W latach 1919–1921 pełnił służbę w 3 pułku Strzelców Wielkopolskich, który został przemianowany na 57 pułk piechoty wielkopolskiej. Dowodził 4 kompanią strzelców, a następnie pułkową szkołą podoficerską (od 5 lipca do 4 października 1919) i II batalionem (od 4 października 1919 do 9 lipca 1920). 19 sierpnia 1920 roku został zatwierdzony z dniem 1 kwietnia 1920 roku w stopniu kapitana, w piechocie, w grupie oficerów byłej armii niemieckiej.
3 maja 1922 roku został zweryfikowany w stopniu majora ze starszeństwem z dniem 1 czerwca 1919 roku i 478. lokatą w korpusie oficerów piechoty. W 1923 roku był odkomenderowany do Wyższej Szkoły Wojennej w Paryżu. Od 1924 roku należał do kadry kursu doszkolenia oficerów sztabowych piechoty w Grupie, pozostając oficerem nadetatowym macierzystego 57 pułku piechoty. 17 listopada 1925 roku został przydzielony do Departamentu Piechoty Ministerstwa Spraw Wojskowych w Warszawie na stanowisko referenta. 10 września 1927 roku otrzymał przeniesienie do 2 Batalionu Ciężkich Karabinów Maszynowych w Różanie na stanowisko dowódcy. 23 stycznia 1928 roku awansował na podpułkownika ze starszeństwem z dniem 1 stycznia 1928 roku i 61. lokatą w korpusie oficerów piechoty. 23 grudnia 1929 roku otrzymał przeniesienie „ze zlikwidowanego 2 baonu c.k.m. do Szkoły Podchorążych Piechoty na stanowisko dowódcy baonu unitarnego” w Różanie. W okresie od 23 października do 13 listopada 1930 roku pełnił w zastępstwie obowiązki komendanta Szkoły Podchorążych Piechoty. 23 marca 1932 roku został wyznaczony na stanowisko zastępcy dowódcy 44 pułku piechoty w Równem. 15 czerwca 1933 roku inspektor armii, generał dywizji Edward Śmigły-Rydz przedstawił marszałkowi Józefowi Piłsudskiemu jego kandydaturę na stanowisko dowódcy pułku. 28 czerwca 1933 roku został wyznaczony na stanowisko dowódcy 2 pułku strzelców podhalańskich w Sanoku. 25 lipca 1934 został wybrany członkiem zarządu Towarzystwa Przyjaciół Ziemi Sanockiej. Był działaczem lwowskiego okręgu Ligi Obrony Powietrznej i Przeciwgazowej.
Zmarł 17 listopada 1935 roku w Warszawie. 21 listopada 1935 roku pochowany na cmentarzu w rodzinnym Krotoszynie. Na pomniku widnieje napis pułkownik a podobizna ma kapelusz z trzema gwiazdkami i dwoma galonami oficerskimi. Na stopień pułkownika został mianowany pośmiertnie ze starszeństwem z 1 stycznia 1936 w korpusie oficerów piechoty.
Był żonaty z Irmgardą z Liczbińskich (na początku wojny wybrała narodowość niemiecką). Jego synami byli reżyser Konrad Swinarski i Henryk (w 1944 powołany do Wehrmachtu, zginął w 1945).

## Ordery i odznaczenia
- Krzyż Srebrny Orderu Wojskowego Virtuti Militari nr 2123 (1922)[31]
- Krzyż Walecznych (trzykrotnie, po raz trzeci w 1921)[32]
- Złoty Krzyż Zasługi (19 marca 1931)[33]